# Municipio de Walnut (condado de Madison)
El municipio de Walnut (en inglés: Walnut Township) es un municipio ubicado en el condado de Madison en el estado estadounidense de Iowa. En el año 2010 tenía una población de 408 habitantes y una densidad poblacional de 4,38 personas por km².

## Geografía
El municipio de Walnut se encuentra ubicado en las coordenadas 41°11′59″N 93°57′32″O / 41.19972, -93.95889. Según la Oficina del Censo de los Estados Unidos, el municipio tiene una superficie total de 93.14 km², de la cual 93,13 km² corresponden a tierra firme y (0,02 %) 0,02 km² es agua.

## Demografía
Según el censo de 2010, había 408 personas residiendo en el municipio de Walnut. La densidad de población era de 4,38 hab./km². De los 408 habitantes, el municipio de Walnut estaba compuesto por el 99,51 % blancos y el 0,49 % eran de una mezcla de razas. Del total de la población el 1,23 % eran hispanos o latinos de cualquier raza.